# EN242

## Leiria - Alfeizerão
A EN 242 é uma estrada nacional que integra a rede nacional de estradas de Portugal e que liga Leiria a Alfeizerão no concelho de Alcobaça passando por Marinha Grande, Nazaré e São Martinho do Porto.

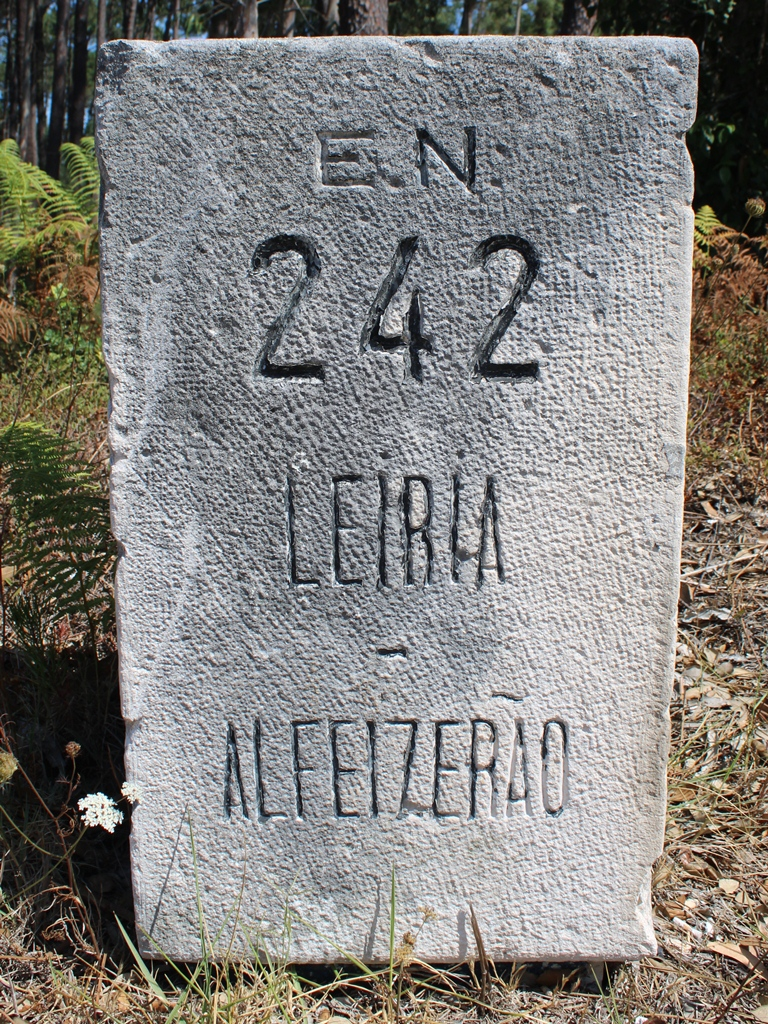
Marco Miriamétrico ao km10 em Marinha Grande

## Alterações de Percurso
A estrada conheceu um acréscimo de algumas centenas de metros no seu término, desde que foi construída a variante da Estrada Nacional 8, a Alfeizerão, na década de 80 do século XX.

A travessia do centro da vila de São Martinho do Porto passou a ser evitada desde os anos 90 do século XX, com a construção de uma variante.

Em 2011, foi aberta à circulação a variante da Nazaré, evitando o sinuoso percurso original no interior da vila piscatória, este trajecto está incluído nas acessibilidades ao IC9.

## Ramais
EN242-1: Marinha Grande - Vieira
EN242-2: Marinha Grande - S. Pedro de Moel
EN242-3: Para a estação de Marinha Grande
EN242-4: Patais - Cruz da Légua
EN242-5: Para o farol da Nazaré
EN242-6: Para Cela
EN242-7: Para o Monte do Facho

## Percurso

### Leiria - Alfeizerão
| Nome da Saída/Localidade Intermédia | Estrada que liga        |
| ----------------------------------- | ----------------------- |
| A 8 / Alcobaça                      | A 8 IC 1 N 8            |
| Alfeizerão                          |                         |
| São Martinho do Porto               | (N 242-7)               |
| Mouchinha                           |                         |
| Famalicão                           |                         |
| Casais de Baixo                     |                         |
| Quinta Nova                         |                         |
| Casal Moto                          |                         |
| Nazaré                              | N 242-5 N 8-5           |
| Pataias                             | N 242-4                 |
| Martingança                         | N 356                   |
| Barreirinha                         |                         |
| Moita                               |                         |
| A 8                                 | A 8 IC 1 IC 36          |
| Marinha Grande                      | N 242-1 N 242-2 N 242-3 |
| Albergaria                          |                         |
| A 8 / A 17                          | A 8 A 17 IC 1 IC 36     |
| Barosa                              |                         |
| Leiria                              | IC 2 N 1                |